# الحزب الحر الدستوري المستقل
الحزب الحر الدستوري المستقل هو حزب تونسي تأسس في نوفمبر 1922، ويعتبر ثاني حزب ينشق عن الحزب الحر الدستوري التونسي بعد الحزب الإصلاحي، وكانت للإقامة العامة الفرنسية بتونس يد في ظهوره.
ترأسه فرحات بن عياد الذي كان ممثلا للحزب الحر الدستوري التونسي في العاصمة الفرنسية باريس. وقد راهن عليه المقيم العام الفرنسي لوسيان سان من أجل شق الحزب . وفي مطلع عام 1924 عين في منصب كاهية صاحب الطابع في الحكومة التونسية. فانطفأ حزبه وعاد عدد من أنصاره إلى صفوف الحزب الحر الدستوري التونسي.
ناصرت هذا الحزب بعض الصحف من بينها مرشد الأمة للشيخ سليمان الجادوي والمنير للشاذلي المورالي وغيرهما.